# Luis Guerrero Figueroa
Luis Bernardo Guerrero Figueroa (Chota, 20 de agosto de 1953) es un ingeniero agrónomo y político peruano. Fue congresista de la república en dos periodos consecutivos y alcalde de la provincia de Cajamarca de 1994 a 1998.

## Biografía
Nació en la ciudad de Chota, ubicado en el departamento de Cajamarca, el 20 de agosto de 1953.
Realizó sus estudios primarios en la Escuela N° 73 de Chota y los secundarios en el Colegio San Juan de su tierra natal. Entre 1971 y 1980, estudió la carrera de Ingeniería agrónoma en la Universidad Nacional de Cajamarca. En sus años de juventud fue responsable de Juventud de Vanguardia Revolucionaria en Cajamarca.
Es uno de los fundadores del extinto Colectivo por Cajamarca cuyo objetivo era promover la actividad minera en Cajamarca por encima de cualquier otra actividad económica. Durante la gestión del alcalde Manuel Becerra (2015-2018), fue designado Presidente del directorio de la Empresa Prestadora de Servicios de Saneamiento de Cajamarca (EPS SEDACAJ).

## Carrera política
En 1992 fundó el Frente Independiente Regional y su primera participación en la política fue en las elecciones de 1980 como candidato a la Cámara de Diputados por la Unión de Izquierda Revolucionaria, sin embargo, no resultó elegido.

### Alcalde de Cajamarca
En las elecciones municipales de 1993, Guerrero postuló a la alcaldía de la provincia de Cajamarca por el movimiento regional Frente Independiente Renovado y resultó elegido como alcalde provincial para el periodo municipal 1993-1995. Fue reelegido en 1995 para un segundo mandato. 
El 27 de abril de 1996, Luis Guerrero fue elegido como presidente de la Asociación de Municipalidades del Perú (AMPE) e hizo un convocatoria para que las municipalidades colaborasen con el gobierno de Alberto Fujimori. Sin embargo en enero de 1999, Guerrero separado del cargo y reemplazado por Guzmán Aguirre Altamirano, alcalde de la provincia de Santa e integrante del fujimorismo. Guerrero protestó que el gobierno buscaba manipular a los alcaldes municipales y denunció la creación de Vamos Vecino, partido político con el cual el fujimorismo buscaba el control total de las elecciones de 1998 y de las municipalidades de todo el Perú.

### Congresista de la República
En 1999, Guerrero fue invitado por Alberto Andrade, alcalde de la ciudad de Lima y líder del partido Somos Perú, para integrar su fórmula presidencial para las elecciones generales del año 2000, junto con Beatriz Merino, y postular también al Congreso de la República. Durante la campaña electoral, Guerrero fue blanco de noticias falsas difundida por los medios de comunicación al mando de Vladimiro Montesinos, asesor presidencial de Alberto Fujimori. En el programa Contrapunto de Frecuencia Latina, se hizo un reportaje en donde se acusa a Guerrero de asesinar a un dirigente aprista, hecho que nunca ocurrió y que se trató de una campaña de desprestigio hacia los contrincantes de Fujimori. 
Finalmente, Fujimori logró su segunda reelección presidencial y la candidatura de Andrade quedó en el tercer lugar. Sin embargo, Guerrero resultó elegido congresista con 36,318 votos y fue juramentado para el periodo parlamentario 2000-2005.
Como congresista formó parte de la oposición al régimen de Fujimori y participó en la Marcha de los Cuatro Suyos encabezada por Alejandro Toledo, principal líder opositor a Fujimori. Desde el parlamento, Guerrero protestaba contra Vladimiro Montesinos por la difusión de los “Vladivideos”. Asimismo, presidió la Comisión Acusadora del ex-vocal supremo Alejandro Rodríguez Medrano.
En noviembre del 2000, tras la publicación de los Vladivideos y la renuncia de Alberto Fujimori mediante un fax desde Japón, su cargo parlamentario fue reducido hasta el 2001, donde se convocaron a nuevas elecciones generales por el gobierno de transición de Valentín Paniagua. Guerrero terminó alejándose de Somos Perú para luego afiliarse al partido Perú Posible de Alejandro Toledo y postuló a la reelección como congresista, siendo elegido por la circunscripción de Cajamarca para el periodo 2001-2006.
En su segunda gestión congresal ejerció la presidencia de la Comisión de Descentralización. En 2005, Guerrero renunció a Perú Posible alegando discrepancias internas y luego formó su agrupación Perú Ahora.

### Actividades posteriores
Para las elecciones generales del 2006, Guerrero anunció su postulación a la presidencia del Perú por Perú Ahora. Sin embargo, la candidatura no tuvo éxito en dichas elecciones.
Participó sin éxito en las elecciones regionales del 2006 como candidato a la presidencia del Gobierno Regional de Cajamarca por el Movimiento de Innovación Cajamarca. De igual manera en su candidatura a la alcaldía de Cajamarca por el Frente Independiente Regional y luego por Siempre Unidos.